# Kimi no Machi Made
"Kimi no Machi Made" (jap. 君の街まで) − szósty singel japońskiej grupy muzycznej Asian Kung-Fu Generation, wydany 23 września 2004. Pochodzi z albumu Sol-fa.

## Lista utworów
1. "Kimi no Machi Made" (jap. 君の街まで)
2. "Hold Me Tight"

## Twórcy
- Masafumi Gotō – śpiew, gitara
- Kensuke Kita – gitara, śpiew
- Takahiro Yamada – gitara basowa, śpiew
- Kiyoshi Ijichi – perkusja
- Asian Kung-Fu Generation – producent
- Tōru Takayama – miks, realizacja
- Mitsuharu Harada – mastering
- Kenichi Nakamura – realizacja
- Kenichi Yamura – realizacja
- Yūsuke Nakamura – projekt okładki